# Greensboro Swarm
I Greensboro Swarm sono una squadra di pallacanestro di Greensboro, che milita nella NBA Development League, il campionato professionistico di sviluppo della National Basketball Association.

## Storia della franchigia
La franchigia venne creata a Greensboro nel dicembre del 2015 con la presentazione del logo e del nome.

## Squadre NBA affiliate
I Greensboro Swarm sono affiliati alle seguenti squadre NBA: gli Charlotte Hornets.

## Record stagione per stagione
| Greensboro Swarm |                |                |    |     |      |  |
| 2016-17          | Atlantic       | 4°             | 19 | 31  | 38,0 |  |
| 2017-18          | Southeast      | 3°             | 16 | 34  | 32,0 |  |
| 2018-19          | Southeast      | 3°             | 24 | 26  | 48,0 |  |
| 2019-20          | Southeast      | 5°             | 9  | 34  | 20,9 |  |
| 2020-21          | -              | 15°            | 5  | 10  | 33,3 |  |
| Regular season   | Regular season | Regular season | 73 | 135 | 35,1 |  |
| Play-off         | Play-off       | Play-off       | 0  | 0   | 0,0  |  |